# Champassak (district)

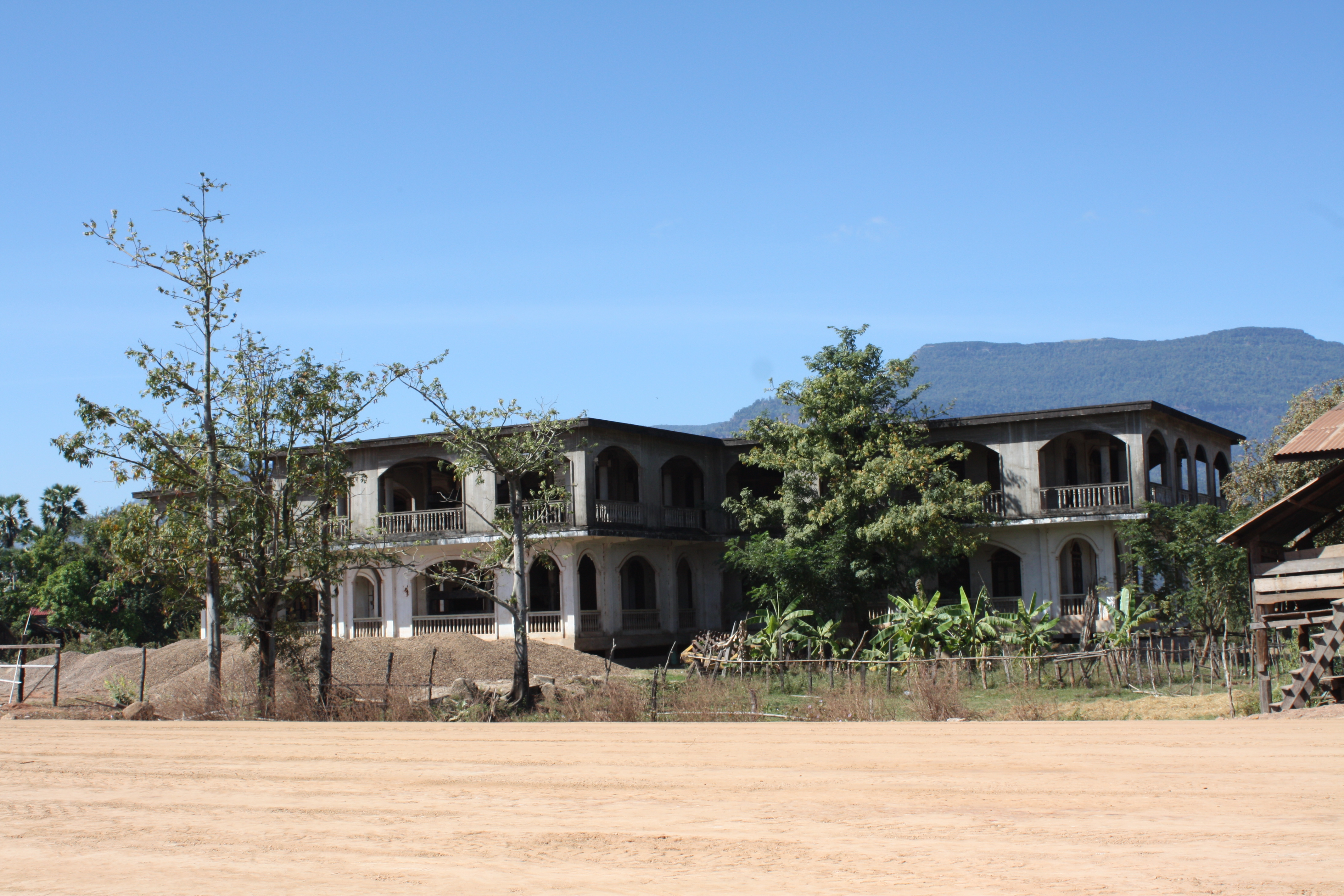
Voormalig koninklijk paleis in Champassak

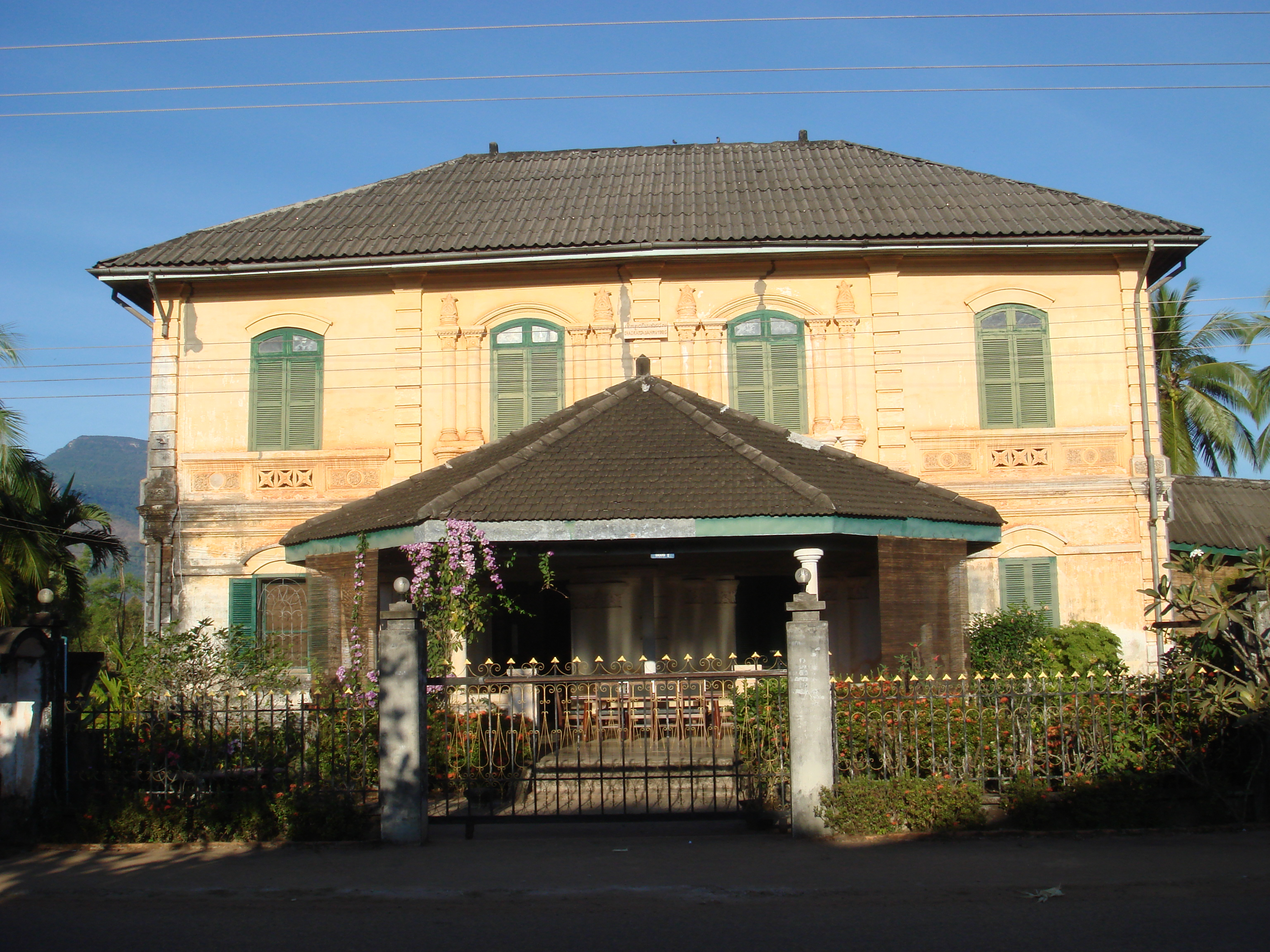
Voormalige koninklijke residentie in Champassak

Champassak (Laotiaans: ຈຳປາສັກ) is een district (mueang) en stad in de Laotiaanse provincie Champasak.
De stad was vroeger de hoofdstad van het koninkrijk Champassak. De koningen van dit koninkrijk hadden hun paleis in deze plaats. Alleen de laatste koning regeerde vanuit de stad Pakse. Het koninkrijk werd in 1945 door de Fransen opgeheven en opgenomen in het koninkrijk Laos waarvan Sisavang Vong de eerste koning werd.
Bij de stad liggen ook de ruïnes van het tempelcomplex Wat Phou gesticht in de 9e eeuw door Jayavarman II een heerser van het Khmer-rijk.